# Град Смедерево
Град Смедерево је град у Подунавском округу у централној Србији. По подацима из 2004. град заузима површину од 484 km² (од чега на пољопривредну површину отпада 38.817 ha, а на шумску 2.617 ha).
Седиште града као и округа је градско насеље Смедерево. Град Смедерево се састоји од 28 насеља: једног градског и 27 осталих насеља. Према подацима са последњег пописа 2022. године на територији града је живело 97.930 становника (према попису из 2011. било је 108.209 становника). По подацима из 2004. природни прираштај је износио -1,7‰, а број запослених у граду износи 30.219 људи. У граду се налазе 33 основне и 4 средње школе.

## Насељена места
- Град Смедерево:
  - Смедерево:
    - градске месне заједнице:[4]
      - МЗ Доњи град
      - МЗ Златно брдо[5]
      - МЗ Карађорђев дуд
      - МЗ Ладна Вода
      - МЗ Лештар
      - МЗ Папазовац
      - МЗ Плавинац
      - МЗ Свети Сава
      - МЗ Славија
      - МЗ Царина
      - МЗ 25. мaj[6]

  - приградска насеља:
    - Вучак
    - Ландол
    - Петријево
    - Радинац
    - Удовице

  - сеоска насеља:
    - Бадљевица
    - Биновац
    - Водањ
    - Враново
    - Врбовац
    - Добри До
    - Друговац
    - Колари
    - Кулич
    - Липе
    - Лугавчина
    - Луњевац
    - Мала Крсна
    - Мало Орашје
    - Михајловац
    - Осипаоница
    - Раља
    - Сараорци
    - Сеоне
    - Скобаљ
    - Суводол
    - Шалинац

## Демографија
Број становника у граду Смедерево у периоду од 1948. до 2011. године
| Година          | 1948.  | 1953.  | 1961.  | 1971.  | 1981.   | 1991.   | 2002.   | 2006.    | 2011.   | 2022.  |
| Број становника | 59.545 | 66.132 | 77.682 | 90.650 | 107.366 | 110.768 | 109.809 | 117.1341 | 108.209 | 98.677 |

1 Заједно са избеглим становништвом са Косова и Метохије

## Галерија
- Смедерево - Александар - општински дом
- Храм Св. Георгије (Јасенак) Смедерево
- Смедерево, Гимназија Смедерево
- Спомен плоча на Карађорђевом дуду. Текст гласи: Испод овог дрвета 8. новембра 1805. смедеревски диздар Мухарем Гуша предао је Карађорђу кључеве града Смедерева. Скупштина општине Смедерево; новембра 1951; септембра 2003
- Смедерево, Смедеревска јесен
- Смедерево, Смедеревска јесен
- Смедерево, Смедеревска јесен
- Смедерево, Смедеревска јесен
- Смедерево, Смедеревска тврђава
- Смедерево, Смедеревска тврђава
- Смедерево, Смедеревска тврђава
- Смедерево, Смедеревска тврђава
- Смедерево, Смедеревска тврђава
- Смедерево, Народна библиотека
- Смедерево, Црква Светог Ђорђа
- Смедерево, Црква Светог Ђорђа
- Смедерево, Спомен-парк три хероја
- Смедерево, Фонтана на Тргу Републике